# Биттерлих, Ханс

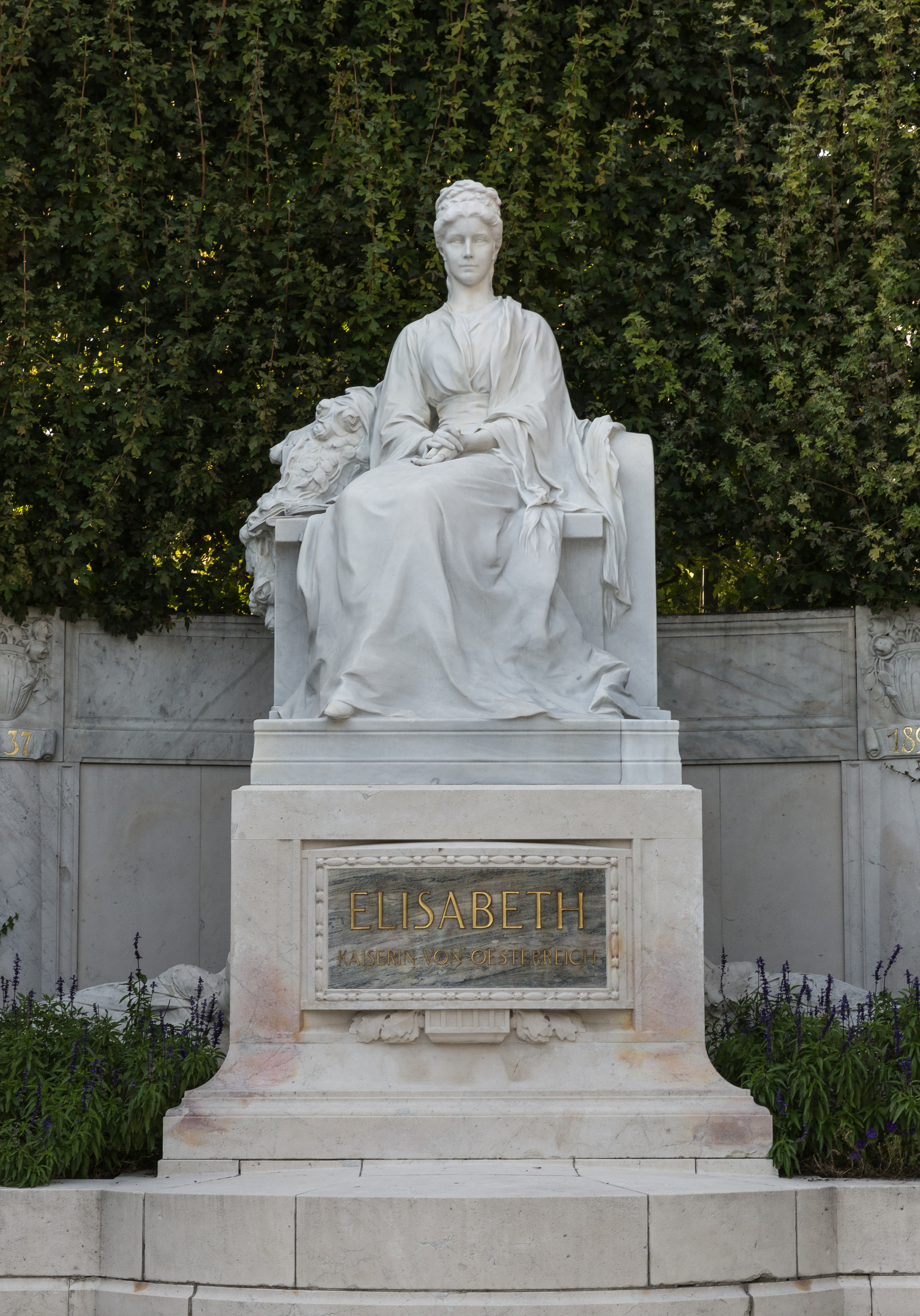
Памятник Императрице Елизавете

Ханс Биттерлих (нем. Hans Bitterlich; 28 апреля 1860, Вена — 5 августа 1949, Вена) — австрийский скульптор.

## Биография
Его отцом был скульптор и художник исторического жанра Эдуард Биттерлих. Ханс учился у Эдмунда фон Хельмера и Каспара фон Зумбуша, а с 1901 по 1931 год был профессором Венской академии изящных искусств.
Его самые известные работы включают памятник Гутенбергу (1900 г.), и памятник императрице Елизавете в Фольксгартене, оба с архитектурным каркасом Friedrich Ohmann.
В 1943 году он был награждён Goethe-Medaille für Kunst und Wissenschaft и внесён в список Gottbegnadeten-Liste Йозефа Геббельса как важный художник нацистского государства.
Он был похоронен в Центральном кладбище в Вене.